# Geotopkataster
Geotopkataster dienen zur Erfassung von Geotopen. Sie dienen als fachliche Grundlage für Maßnahmen zur Erhaltung und Pflege von Geotopen im Naturschutz und der Landesplanung.

## Situation in Deutschland
Als Schutzmaßnahmen kommen in Frage:
- Schutz als Naturdenkmal, Naturschutzgebiet oder Landschaftsschutzgebiet über das Landschaftsgesetz des Bundeslandes
- als bedeutende Fundpunkte von Fossilien der Schutz als Bodendenkmal nach dem Denkmalschutzgesetz des Bundeslandes
- für besonders schutzwürdige Böden ein Schutz nach dem Bundes-Bodenschutzgesetz und Landesbodenschutzgesetz des Bundeslandes.

## Beispiele
- Bayern: Der Kataster wurde seit etwa 1985 vom Bayerischen Geologischen Landesamt aufgebaut und dann vom Landesamt für Umwelt weitergeführt. Es erfasst etwa 3400 Geotope.[1]
- Nordrhein-Westfalen: das Geotopkataster Nordrhein-Westfalen wird vom Geologischen Dienst des Landes Nordrhein-Westfalen geführt und dokumentiert etwa 4000 Geotope.[2]
- Sachsen: 1927 begann man in Sachsen mit der Registrierung der wichtigsten geologischen Aufschlüsse. Im Jahr 1979 wurde das Buch „Die geologischen Naturdenkmale in den Bezirken Dresden, Karl-Marx-Stadt und Leipzig“ von H. Prescher veröffentlicht. Diese Auflistung war die Bearbeitungsgrundlage für den Geotopschutz in Sachsen nach 1990. Diese führte zur Entwicklung des Geotopkatasters in Sachsen mit ca. 2000 Geotopen und den Angaben zu Lokalität, Lage (Koordinaten), Meßtischblatt, Schutzstatus u. a.[3]